# Raymond Derancy
Raymond Derancy, né le 8 avril 1906 à Hersin-Coupigny et mort le 26 avril 1983 à Barlin, est un homme politique français.

## Biographie
Ouvrier chaudronnier après son certificat d'études, Raymond Derancy gravit les échelons de la promotion interne jusqu'à devenir inspecteur aux Houillères nationales.
Entrée en politique après la deuxième guerre mondiale, il est élu conseiller municipal, puis maire de Barlin à partir de 1947.
Suppléant de Thélesphore Caudron, élu député en novembre 1958, il lui succède après le décès de ce dernier en mai 1959.
Il se fait alors, à l'Assemblée nationale, le porte-parole des mineurs, et plus particulièrement de la lutte contre les effets sociaux de la silicose, qui avait tué trois de ses neveux, mineurs de fond.
Réélu en 1962 contre l'ancien député communiste André Mancey grâce à un report de voix du centre et de la droite, il est élu conseiller général du Pas-de-Calais deux ans plus tard.
Dans une configuration identique, en 1967, il fait les frais de ses positions plus franchement hostile à la politique gouvernementale pendant son second mandat et ne bénéficie que très partiellement des reports de la droite : il est battu au second tour par le communiste Maurice Andrieux.
L'année suivante, de nouveau candidat, il se désiste cette fois-ci pour Andrieu, qui est réélu.
Il se consacre alors entièrement à ses mandats locaux, et plus particulièrement, après son départ du conseil général, en 1970, à la mairie de Barlin, jusqu'à sa démission en 1976.